# Podophorus
Podophorus é um género botânico pertencente à família Poaceae. A única espécie conhecida  é a Podophorus bromoides nativa da Ilha Robinson Crusoe no Oceano Pacífico. Esta é uma das Ilhas Juan Fernández, pertencente a República do Chile. A planta foi coletada pela última vez na natureza em meados do século XIX. e agora é considerada extinta.